# Rhododendron yunyianum
Rhododendron yunyianum är en ljungväxtart som beskrevs av X.F.Jin och B.Y.Ding. Rhododendron yunyianum ingår i släktet rododendron, och familjen ljungväxter. Inga underarter finns listade i Catalogue of Life.